# F.I.L.A.
För andra betydelser, se Fila (olika betydelser).
F.I.L.A. - Fabbrica Italiana Lapis ed Affini S.p.A., eller F.I.L.A. Group, är en Italienbaserad koncern inom konstnärs- och skrivmaterial, med företag och varumärken såsom bland annat Canson, Daler-Rowney, Lyra och Maimeri.
F.I.L.A. grundades 1920 i Florens, men sedan 1959 ligger huvudkontoret i Milano. Tillväxten har inkluderat uppköp av ett flertal andra företag, vilket gjort F.I.L.A. till en internationell koncern. Under 2016 köptes både Daler-Rowney och Canson av F.I.L.A. Företaget börsintroducerades i november 2015. År 2016 hade koncernen verksamheter i över 50 länder och omkring 6500 anställda.